# Stefan Sauer
Stefan Sauer (nascido em 14 de janeiro de 1966) é um político alemão. Nasceu em Rüsselsheim, Hesse, e representa a CDU. Stefan Sauer é membro do Bundestag do estado de Hesse desde 2017.

## Vida
Ele tornou-se membro do bundestag após as eleições federais alemãs de 2017. Ele é membro do Comité de Agenda Digital e do Comité de Cooperação e Desenvolvimento Económico.